# 奇爾卡約克區
14°41′38″S 74°07′27″W / 14.69389°S 74.12417°W
奇爾卡約克區（西班牙語：Distrito de Chilcayoc），是秘魯的一個區，位於該國中南部阿亞庫喬大區的蘇克雷省，始建於1928年3月20日，面積33.1平方公里，海拔高度3,373米，2005年人口677，人口密度每平方公里20人。